# Koçyatağı, Erzincan
Koçyatağı là một xã thuộc thành phố Erzincan, tỉnh Erzincan, Thổ Nhĩ Kỳ. Dân số thời điểm năm 2010 là 109 người.